# Xenasphondylia albipes
Xenasphondylia albipes är en tvåvingeart som beskrevs av Ephraim Porter Felt 1915. Xenasphondylia albipes ingår i släktet Xenasphondylia och familjen gallmyggor.
Artens utbredningsområde är Dominikanska republiken. Inga underarter finns listade i Catalogue of Life.